# 大利根ながれ月
「大利根ながれ月」（おおとねながれづき）は、2014年1月29日に発売された氷川きよしの26枚目のシングル。

## 解説
- 氷川のデビュー15周年記念シングル[1][2]。カップリング曲が異なるAタイプとBタイプがリリースされた。

## 収録曲

### Aタイプ
出典→
1. 大利根ながれ月 [04:31]
作詞：松井由利夫、作曲：水森英夫、編曲：伊戸のりお
2. 七つ星 [04:42]
作詞：麻こよみ、作曲：水森英夫、編曲：伊戸のりお
3. 大利根ながれ月（オリジナル・カラオケ） [04:32]
4. 七つ星（オリジナル・カラオケ） [04:42]
5. 大利根ながれ月（半音下げオリジナル・カラオケ） [04:31]
6. 大利根ながれ月（半音下げオリジナル・カラオケ ガイドメロ入り） [04:31]
7. 七つ星（半音下げオリジナル・カラオケ） [04:42]
8. 大利根ながれ月（2コーラスオリジナル・カラオケ） [03:09]
9. 大利根ながれ月（半音下げ2コーラスオリジナル・カラオケ） [03:06]

### Bタイプ
出典→
1. 大利根ながれ月 [04:31]
作詞：石原信一、作曲：水森英夫、編曲：伊戸のりお
2. ふるさとの風 [04:52]
作詞：かず翼、作曲：水森英夫、編曲：伊戸のりお
3. 大利根ながれ月（オリジナル・カラオケ） [04:32]
4. ふるさとの風（オリジナル・カラオケ） [04:52]
5. 大利根ながれ月（半音下げオリジナル・カラオケ） [04:31]
6. 大利根ながれ月（半音下げオリジナル・カラオケ ガイドメロ入り） [04:31]
7. ふるさとの風（半音下げオリジナル・カラオケ） [04:52]
8. 大利根ながれ月（2コーラスオリジナル・カラオケ） [03:09]
9. 大利根ながれ月（半音下げ2コーラスオリジナル・カラオケ） [03:06]